# چاگوسی‌ها

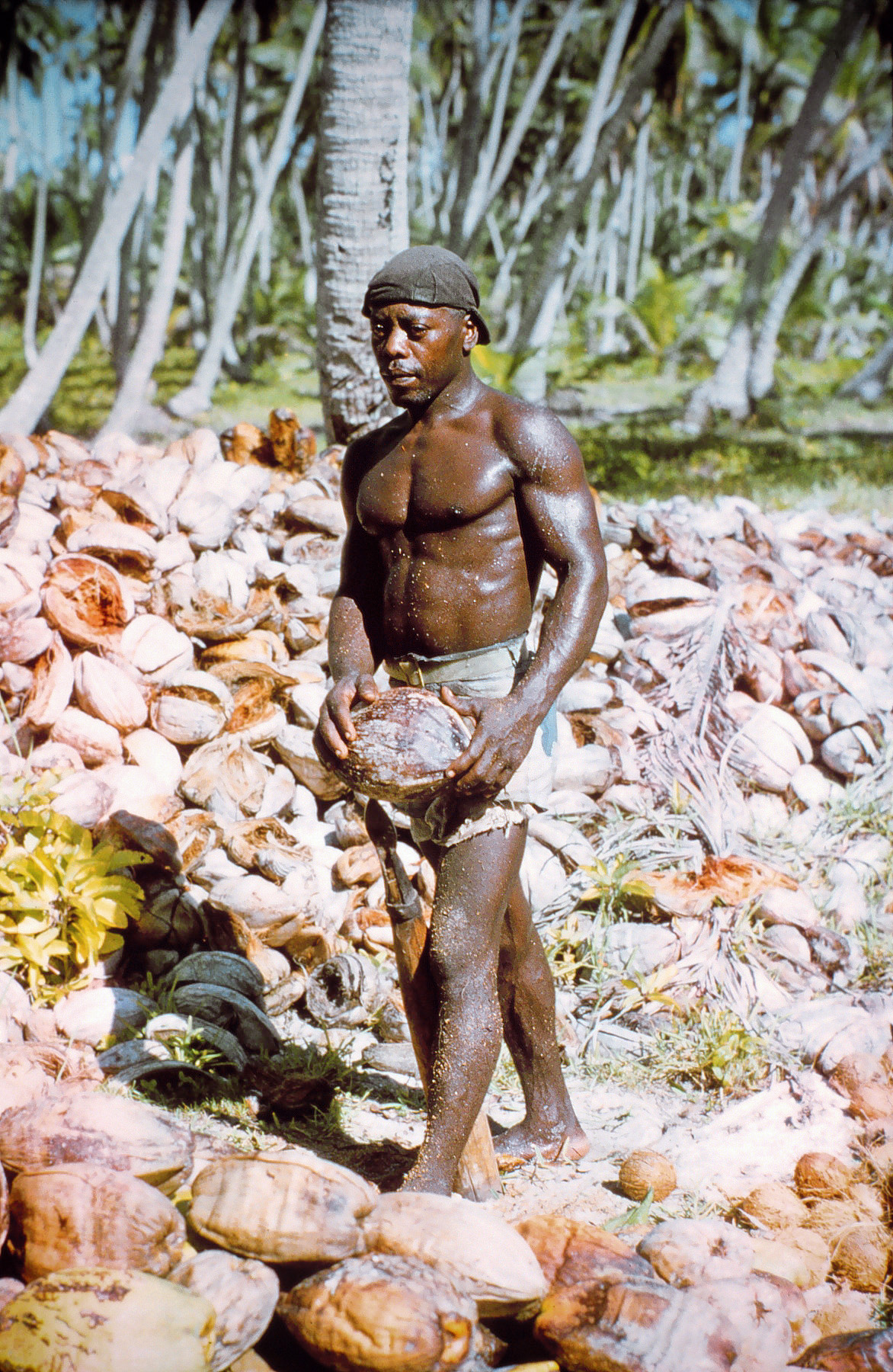
یک شاگوسی بومی جزیره دیگو گارسیا در آغاز دههٔ ۱۹۷۰

چاگوسی‌ها یا شاگوسی‌ها یا مردمان ایلوا یا جزیره‌نشینان چاگوس بومیان جزایر چاگوس و قلمرو بریتانیا در اقیانوس هند می‌باشند. بیشتر چاگوسی‌ها امروزه در جزیره موریس و بریتانیا می‌زیند، زیرا دولت بریتانیا در دههٔ ۱۹۶۰ و آغاز دههٔ ۱۹۷۰ آنان را از سرزمین مادریشان بیرون رانده‌است. بیشتر چاگوسی‌ها در جزیرهٔ دیگو گارسیا می‌زیستند.
نژاد چاگوسی‌ها بیشتر به آفریقا و کشورهای ماداگاسکار، موزامبیک و موریس بازمی‌گردد. اینان به این جزایر کوچیده‌اند و با مهاجرانی از هندوستان درآمیخته‌اند. زبان این مردمان کرول چاگوسی و متأثر از زبان فرانسوی است. این زبان هنوز هم گویشورانی در موریس و سیشل دارد. چاگوسی‌های ساکن انگلستان به زبان انگلیسی سخن می‌گویند.